# 広島市立青崎小学校
広島市立青崎小学校（ひろしましりつ あおさきしょうがっこう）は、広島県広島市南区青崎1丁目にある公立小学校。

## 沿革
※参考文献
- 1873年（明治6年）4月 - 安芸郡仁保島村向洋字大森の民有家屋を校舎として開校、校名「琢磨舎」
- 1878年（明治11年）8月 - 校名を向洋小学校と改称
- 1888年（明治21年）4月 - 校名を向洋簡易小学校と改称
- 1891年（明治24年）4月 - 校名を向洋尋常小学校と改称
- 1897年（明治30年）5月 - 仁保島村尋常小学校と分離して、堀越地区へ堀越尋常小学校を設置
- 1908年（明治41年）10月 - 向洋の校舎を現在地に移転改築
- 1914年（大正3年）6月 - 校名を青崎尋常高等小学校と改称
- 1929年（昭和4年）4月 - 当校が位置する仁保村[注 1]が広島市に編入
- 1941年（昭和16年）4月 - 校名を広島市青崎国民学校と改称
- 1945年（昭和20年）4月 - 集団疎開で広島県北部の比婆郡庄原町（現在の庄原市[5]）へ出発。証言によれば、備後庄原駅（現在のJR芸備線の駅）[注 2]から南にある雲龍寺に疎開していたとみられる[6]。
- 1945年（昭和20年）8月 - 原爆投下。損害軽微、本校の児童職員に被害なし。本校の校庭では被爆した人の遺体が焼かれたとみられる[7]。
- 1947年（昭和22年）4月 - 学制改革により校名を広島市立青崎小学校と改称
- 1954年（昭和29年）10月 - 講堂落成
- 1959年（昭和34年）8月 - プール完成
- 1960年（昭和35年）- 青崎小学校校歌制定
- 1968年（昭和43年）3月 - 鉄筋コンクリート3階建6教室完成
- 1972年（昭和47年）4月 - 教室床張替工事、屋外運動場夜間照明設備設置
- 1973年（昭和48年）6月 - 創立100周年記念事業挙行[8]
- 1977年（昭和52年）3月 - 鉄筋コンクリート3階建校舎、特別教室、図書室完成
- 1978年（昭和53年）6月 - 体育館の改装
- 1980年（昭和55年）3月 - プール改築完成
- 1985年（昭和60年）3月 - 屋内運動場増改築工事完了
- 1986年（昭和61年）11月 - 北校舎、西校舎脱靴室完成
- 1991年（平成3年）3月 - 保健室足洗い場、掲揚台設置
- 1991年（平成3年）8月 - 飼育舎完成
- 1992年（平成4年）
  - 8月 - 各校舎入り口スロープ設置
  - 11月 - 120周年記念行事（PTA主催）
- 1994年（平成6年）3月 - 補助プール新設
- 1996年（平成8年）
  - 3月 - 運動場改修工事完了
  - 4月 - 本校から分離し、向洋新町小学校が開校
- 1999年（平成11年）3月 - コンピューター室完成
- 2002年（平成14年）8月 - 構内LAN工事完了
- 2003年（平成15年）8月 - 体育館床改修工事完了
- 2004年（平成16年）8月 - 北校舎教室扉改修工事完了
- 2007年（平成19年）8月 - 北校舎多目的便所完成
- 2008年（平成20年）8月 - 北校舎2階便所改修工事完成
- 2009年（平成21年）
  - 8月 - 北校舎3階便所改修工事完成
  - 8月 - 西校舎耐震工事完了
- 2012年（平成24年）3月 - アスレチック遊具撤去
- 2013年（平成25年）
  - 3月 - 北校舎改修に係るプレハブ校舎（職員室棟、教室棟）完成
  - 5月 - 北校舎建て替え工事開始
- 2014年（平成26年）10月 - 北校舎建て替え工事完成（耐震工事完了）
- 2016年（平成28年）4月 - 入学式（広島市教育委員会委員長 井内康輝 様 来校）
- 2023年（令和5年）4月 -  創立150周年。自動車メーカー、マツダのOBも協賛[9]。

## 設備など
前述にあるように、校舎は2010年代ごろに耐震化された。敷地内に被爆アオギリ2世や被爆柳がある。
「やさしく つよく まじめに」を校訓としており、校歌が二部合唱なのが特徴的である。
クラブ活動では、卓球、オセロ、将棋、ドッジボール、バドミントン、琴などが行われている。
広島大本営の金屏風は、第二次世界大戦中、本校に置かれていたため、原爆の被害を免れた。

## 出身者
- 金本知憲 - 日本の元プロ野球選手（外野手）、野球解説者・野球評論家、指導者。記念植樹として、イチョウが植えられた[17]。
- 橋川文三 - 日本の政治学研究者・政治思想史研究者・評論家。元明治大学政治経済学部教授。
- 門眞一郎 - 日本の児童精神科医。

## 通学区域
- 広島市南区
  - 堀越一丁目 - 堀越三丁目、東青崎町、青崎一丁目、青崎二丁目、小磯町、向洋本町、向洋中町、向洋大原町[18]
  - 向洋大原町は指定学校変更許可区域に指定されているため、　　　　　　　　　　　　　　　　　　　　　　　　　　　　　　　　　　同町の児童は広島市立向洋新町小学校への通学も可能[19]。

## 交通アクセス
- JR山陽本線、向洋駅より徒歩9分
- 広島バス21号線、青崎小学校前下車 徒歩2分[20]